# 1C Company
1C Company (in russo Фирма "1С"?), è una delle più grandi aziende di sviluppo e pubblicazione software russe. La sede è a Mosca ed è stata fondata nel 1991.  In Russia e negli ex paesi URSS è leader nel settore dei software gestionali e detiene una quota del 32% e compete contro il leader mondiale SAP come testimonia molta letteratura specializzata. Con la costituzione della società 1C International sta rafforzando la commercializzazione dei suoi prodotti a livello mondiale. Fuori dall'ex Unione Sovietica è storicamente anche conosciuta come azienda sviluppatrice di videogiochi. Con la piattaforma di programmi per il lavoro (1C:Предприятие, 1C:Predpriyatiye, 1C:Enterprise) 1C domina il mercato Russo e di molti paesi ex-URSS. È cresciuta anche in altre aree (Cina, Thailiandia, Turchia, Emirati Arabi); dal 2018 è presente anche in Italia.
1C è leader anche nella localizzazione e pubblicazione di versioni in lingua russa di software internazionali. Ad esempio, molti dei popolari videogiochi occidentali, tra cui quelli della Microsoft Games Studios e della Electronic Arts, sono licenziati e pubblicati dalla 1C.
Nel febbraio 2008 si è fusa con la Soft Club, un'altra azienda distributrice e produttrice di videogiochi.
Dal 2015, il ramo produttore di videogiochi è stato riunito sotto l'etichetta 1C Entertainment, originariamente uno studio polacco. Il 25 febbraio 2022 è stata annunciata l’acquisizione di questo ambito da parte di Tencent, che è stato quindi rinominato Fulqrum Games per evitare connessioni con l'azienda precedente. Questa acquisizione non ha in alcun modo riguardato la parte relativa ai software gestionali.

## Software gestionali per aziende (1C: Enterprise)
La piattaforma 1C: Enterprise, lanciata nel 1995, è leader del mercato in Russia e negli ex-paesi comunisti e negli ultimi anni ha cominciato ad essere commercializzata anche negli USA e negli altri Paesi Occidentali. Si tratta di una suite di programmi per il lavoro  che includono ERP, CRM, SRM, MRP, contabilità, gestione finanziaria, Payroll&HR, gestione di documenti, contatti, inventario, Web Client . La piattaforma 1C:Enterprise è utilizzata da oltre 1 milioni di aziende nel mondo. Nel 2017 è stata creata l'unità "1C International" con l'obiettivo di favorire la commercializzazione di 1C:Enterprise a livello mondiale. Dal 2018 le applicazioni basate su 1C:Enterprise sono sviluppate e commercializzate in Italia dalla società 1C-ERP con sede a Milano e Novara.
In Italia sono distribuiti diversi software gestionali basati sulla piattaforma 1C enterprise, in particolare:
- Azienda 1C: un software gestionale per piccole imprese
- Industria 1C: un software ERP flessibile e personalizzabile indirizzato a PMI

Sempre relativo ai software aziendali, sono disponibili applicazioni per mobile per la gestione di dipendenti, magazzino, agenti.

## Software per l'intrattenimento
1C è probabilmente conosciuta in occidente soprattutto per la famosa linea di simulatori di volo IL-2 Sturmovik che include Forgotten Battles e Pacific Fighters. La 1C ha anche sviluppato la serie Theatre of War, ambientata durante la seconda guerra mondiale e la guerra di Corea e distribuito in occidente da Battlefront.com. La 1C ha una lunga storia come sviluppatrice in ambito aziendale, così come nel finanziamento di sviluppatori indipendenti. Altri famosi giochi sviluppati dalla 1C o finanziati sono La maledizione della prima luna, King's Bounty: The Legend, La prima guerra mondiale (World War I), Ancestors Legacy e la serie Space Rangers.